# マラディ
マラディ（Maradi）はニジェールにあるマラディ州の州都である。ニジェール南部、ナイジェリアとの国境近くに位置する。2012年の人口は約20.6万人。

## 経済
住民はハウサ人が多く、フラニ人やトゥアレグ人もいる。落花生の集散地であり、ヤギの皮革も特産である。
民族も同じで、距離も30kmしか離れていないナイジェリア北部との結びつきが強く、盛んに交易が行われている。

## 交通

### 道路
首都ニアメからチャド湖に近いディファまで、ニジェールの人口集中地域を貫く幹線道路沿いに位置しており、またここからナイジェリアのカノへと道路が通じているため、交通の要所となっている。

### 空港
- マラディ空港

## 歴史
マラディはハウサ諸王国のひとつであるカツィナの地方都市であったが、1809年にカツィナがウスマン・ダン・フォディオのジハードに敗北し首都カツィナをソコト帝国に占領されると、カツィナ王家はカツィナから60km北にあるマラディに北遷し、ここで再興した。カツィナは同様に北遷し、マラディの西に本拠を置いたハウサ諸王国のひとつ・ゴビールや、東にある在来の強国・ダマガラム（ザンデール）と共同戦線を張り、南のソコト帝国と100年近く小競り合いを繰り返した。その後、1899年に東進してきたフランスに占領され、フランス領西アフリカの一部となった。植民地時代には地域行政の中心やラッカセイの集散地となり、1960年の独立以降、北部ナイジェリアとの交易によって人口増加は加速した。